# Iris (chanson)
Pour les articles homonymes, voir Iris.
Singles de Goo Goo Dolls
Lazy Eye
(1996) Slide
(1998)
Iris est une chanson du groupe de rock Goo Goo Dolls, écrite à l'origine pour la bande originale du film La Cité des anges de 1998, elle a finalement été ajoutée à l'album Dizzy Up the Girl. Iris a beaucoup contribué au succès du groupe. C'est le single qui est resté le plus longtemps à la première place du Billboard Hot 100 Airplay, détenant le record avec dix-huit semaines de présence à cette place.

## Composition et clip
Les instruments utilisés dans la chanson sont la guitare, la mandoline, les violons et les violoncelles, avec un son de batterie insistant en arrière-plan. Dans le clip, le groupe est situé au sommet d'un gratte-ciel regardant la vie des gens à l'aide d'un télescope. Le thème du clip reflète le thème du film : l'idée que les anges veillent sur les humains.

## Liste des pistes
Royaume-Uni EP
1. Iris – 4:51
2. Slide – 3:34
3. Iris (Acoustique) – 3:26
4. Slide (Acoustique) – 3:15

Corée Single
1. Iris - 4:51
2. Lazy Eye - 3:16
3. I Don't Want To Know - 4:12

## Réception
Iris est le deuxième single extrait de la bande originale du film La Cité des anges, après Uninvited d'Alanis Morissette, et précédant Angel de Sarah McLachlan.
Aux États-Unis, la chanson atteint la 9e place du Billboard Hot 100, le classement des ventes de singles où elle totalise 14 semaines de présence. Dans le palmarès des diffusions radio, le Hot 100 Airplay, elle se classe numéro 1 durant dix-huit semaines  battant le précédent record de seize semaines détenu par Don't Speak de No Doubt. Iris s'est également classée numéro 1 dans les hit-parades Adult Top 40, Modern Rock Tracks et Top 40 Mainstream établis par Billboard.
En Europe, Iris a passé 31 semaines dans les charts irlandais et est devenu le 13e single s'étant le mieux vendu en Irlande.
Au Royaume-Uni, la chanson entre dans le classement national à la 50e place la première semaine d'août 1998. Elle culmine à la 3e place en août 2011 après plusieurs allées et venues dans le hit-parade. Dans le classement rock britannique, elle arrive numéro 1, et cela à plusieurs reprises depuis 2009,,,.
Goo Goo Dolls a joué cette chanson au Madison Square Garden pour la récolte de fonds pour les victimes du 11 septembre 2001 au The Concert for New York City. Cette chanson a également été utilisée pour la pièce The Bear de Anton Chekov jouée par Rebecca Gove et Ioannis Bakogeorgos. En plus du succès de la chanson dans les charts, Iris a reçu plusieurs distinctions. À la 41e cérémonie des Grammy Awards, Iris a été nommée pour Grammy Award de la chanson de l'année et Grammy Award de la meilleure performance Pop par un duo ou un groupe. Le single est certifié double disque de platine en Australie.

## Classements dans les hit-parades
| Classement                             | Meilleure position |
| -------------------------------------- | ------------------ |
| Australie (ARIA)                       | 1                  |
| Autriche (Ö3 Austria Top 40)           | 63                 |
| Belgique (Flandre Ultratop 50 Singles) | 3                  |
| Canada (RPM Top Singles)               | 1                  |
| Écosse (OCC)                           | 2                  |
| États-Unis (Adult Alternative Songs)   | 2                  |
| États-Unis (Adult Top 40)              | 1                  |
| États-Unis (Billboard Hot 100)         | 9                  |
| États-Unis (Mainstream Rock Tracks)    | 8                  |
| États-Unis (Modern Rock Tracks)        | 1                  |
| États-Unis (Top 40 Mainstream)         | 1                  |
| Irlande (IRMA)                         | 5                  |
| Norvège (VG-lista)                     | 19                 |
| Nouvelle-Zélande (RMNZ)                | 16                 |
| Royaume-Uni (UK Singles Chart)         | 3                  |
| Royaume-Uni (UK Rock Chart)            | 1                  |
| Suède (Sverigetopplistan)              | 34                 |

| Chart de fin d'année (1999) | Position |
| --------------------------- | -------- |
| U.S. Billboard Hot 100      | 94       |

## Certifications
| Pays                    | Certification | Unités certifiées |
| ----------------------- | ------------- | ----------------- |
| Australie (ARIA)        | 2 × Platine   | 140 000           |
| Belgique (BEA)          | Or            | 25 000            |
| Danemark (IFPI)         | Platine       | 90 000            |
| États-Unis (RIAA)       | 8 × Platine   | 8 000 000         |
| Italie (FIMI)           | Platine       | 50 000            |
| Nouvelle-Zélande (RMNZ) | 5 × Platine   | 150 000           |
| Royaume-Uni (BPI)       | 5 × Platine   | 3 000 000         |

## Reprises
- Avril Lavigne a joué Iris aux Fashion Rocks Awards avec le chanteur de Goo Goo Dolls Johnny Rzeznik[36]. C'était son choix pour sa première danse à son mariage de 2006 avec le chanteur Deryck Whibley du groupe Sum 41[2].

- Ryan Star l'a jouée dans le reality-show Rock Star: Supernova.

- New Found Glory a enregistré une version de la chanson pour leur album From the Screen to Your Stereo Part II.

- La chanson est mentionnée dans Farce of the Penguins une parodie de 2007 de La Marche de l'empereur.

- Jade Gallagher a repris la chanson pour son album sorti en 2007 Maybe This.

- Finley a repris la chanson pour son album Adrenalina 2 sorti en 2008.

- Le groupe pakistanais Jal a enregistré une reprise et l'a sorti sur son site web.

- Boyz II Men a également repris Iris en 2009 pour l'album Love.

- Iris a également été reprise par Boyce avenue.

- En 2010, The Wanted ont effectué une reprise acoustique de cette chanson.
- En juin 2012, Sleeping With Sirens a également repris cette chanson dans le cadre de son EP acoustique.
- En 2021, Chris Lanzon sort un album intitulé Far From Perfect où il reprend et interprète cette chanson sur un air très singulier.
- En juillet 2025, Dean Lewis reprend à son tour ce titre iconique. Après l’avoir jouée à plusieurs reprises en concert, il sort officiellement sa propre version sur les plateformes.

## Version deRonan Keating
Singles de Ronan Keating
All Over Again
(2006) This I Promise You
(2007)
Iris est le second single de l'auteur-compositeur-interprète Ronan Keating pour son quatrième album studio Bring You Home. La chanson est produite par Mark Taylor. Elle a atteint la 15e position dans les charts anglais et la 30e en Irlande. C'était la première fois qu'un single de Ronan Keating n'atteignait pas le top 10.

## Liste des pistes
Royaume-Uni CD1
1. Iris - 4:07
2. When You Say Nothing At All (Live) - 4:24

Royaume-Uni CD2
1. Iris - 4:07
2. Lovin' Each Day (Live) - 3:32
3. Last Thing On My Mind (Live) - 3:56
4. Iris (Video) - 3:36

## Classements hebdomadaires
| Classement (2006)              | Meilleure position |
| ------------------------------ | ------------------ |
| Allemagne (GfK Entertainment)  | 24                 |
| Autriche (Ö3 Austria Top 40)   | 22                 |
| Irlande (IRMA)                 | 30                 |
| Royaume-Uni (UK Singles Chart) | 15                 |
| Suisse (Schweizer Hitparade)   | 29                 |

## Source
- (en) Cet article est partiellement ou en totalité issu de l’article de Wikipédia en anglais intitulé « Iris (song) » (voir la liste des auteurs).